# Осняги (зупинний пункт)
Осня́ги — пасажирський залізничний зупинний пункт Полтавської дирекції Південної залізниці.
Розташований біля села Осняги, Гадяцького району, Полтавської області на лінії Лохвиця — Гадяч імені Сергієнка Миколи Івановича між станціями Венеславівка (9 км) та Гадяч імені Сергієнка Миколи Івановича (10 км).
На зупинному пункті зупиняються приміські електропоїзди.